# Retyezát Nemzeti Park

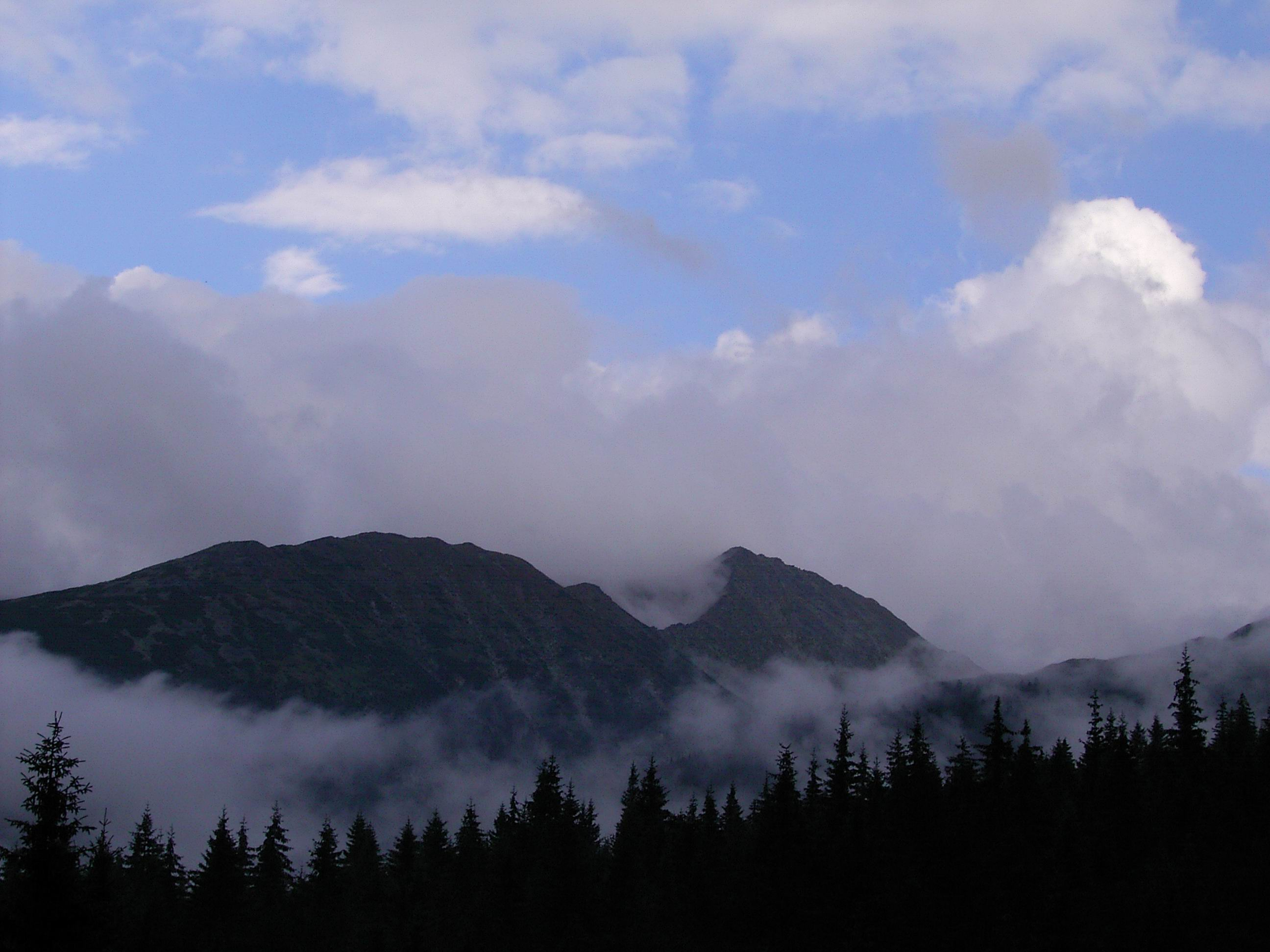
A Retyezát-hegység

A Retyezát Nemzeti Park Hunyad megyében, a Déli-Kárpátokban, a Retyezát-hegység területén helyezkedik el. Az 1935-ben kialakított Retyezát Nemzeti Park területe 38 047 ha, közepén helyezkedik el a 3700 ha-s Iker (Gemenele) Tudományos Rezerváció.

## Története
A Retyezát Nemzeti-Parkot 1935-ben Alexandru Borza kolozsvári botanikus tudós javaslatára hozták létre Románia első nemzeti parkjaként tízezer hektáron, a ritka, endemikus növények védelmére. A terület akkortájt a Kendeffy család és az állam tulajdona volt, ezáltal a terület megóvása is megoldott volt, mivel - igaz, vadászati céllal, de - védték a vadvilágot, és a legeltetés, gyűjtögetés is tilos volt. A területet 1948-ban államosították, az erdők és a havasi legelők így az állami erdészeti hivatalhoz kerültek és így az erdészek vigyázták a területet az illegális favágás, vadászat és halászat visszaszorítása érdekében. A legeltetés csakis néhány területen volt engedélyezett, és ott sem juhokkal. 1964-ben az erdészet ütköző (puffer) zónát alakított itt ki a magterület védelmére, ezáltal a park területe húszezer hektárra nőtt.
A Retyezát Nemzeti-Parkot 1980-ban az UNESCO bioszféra-rezervátummá nyilvánította. 1999-ben létrejött a Retyezát Nemzeti Park Igazgatóság is. Azóta a 38 047 hektáros park adminisztrációja Hunyadi Erdőigazgatósághoz tartozik Déva központtal, melynek ma a legfontosabb feladata a kutatás.

## Leírása
A nemzeti park 1630 hektáros magterülete ma a tudományos kutatások részére fenntartott, szigorúan zárt terület, mely csakis a Román Tudományos Akadémia engedélyével látogatható. A nemzeti park egyéb területei azonban szabadon látogathatók.
A Déli-Kárpátok glaciális domborzata a Retyezátban a legnagyobb kiterjedésű. - Lenyűgöző látványt nyújtanak a jég alakította granodiorit- csúcsai.
A hegység névadó csúcsa, a Retyezát (2482 m), neve - különös alakjára utalva - levágott, elfűrészelt csúcsot jelent.
A Retyezát-hegységben ötvennyolc állandó és kb. negyven időszakos tengerszem található, melyek a jég által kivájt felszíni teknőben, vagy a gleccserek felhalmozó tevékenysége során létrejött morénagátak mögött alakultak ki. Télen ezek a tavak, melyek gyakran pisztránggal vannak teli,  50–70 cm mélyen is befagynak, és vastag hóréteg fedi őket. A Pietrele-tó 1990 m-en fekszik, és nem tartozik a legnagyobbak közé. a Retyezát legnagyobb tengerszeme, a 8,8 hektáros, 15 m mély Bucura-tó. 

## Növényvilága
A Retyezátban 1186 növényfajt számláltak meg, köztük az Eurázsiai magashegységekben elterjedt hangarózsákat, azaz rododendronokat, melyek néhol egész hegyoldalrészeket beborítanak. A  Látható itt a havasi éger, a ritka fajok közül pedig az alpesi lapos korpafű és a havasi szegfű. A terület jellegzetes növényei a retyezáti imola, a pusztai csenkesz retyezáti változata. Hatvankét endemikus faj él itt, mint például a retyezáti szeder vagy a retyezáti lóhere. Növényvilágának jellemzői még a magas hegységeket kedvelő törpefenyvesek, vagy a havasi cirbolyafenyő is, amely ugyancsak a Kárpátokban őshonos reliktumfaj és a törpefenyvesekben kisebb foltokat alkotva, árnyékot és táplálékot biztosít a madarak számára.

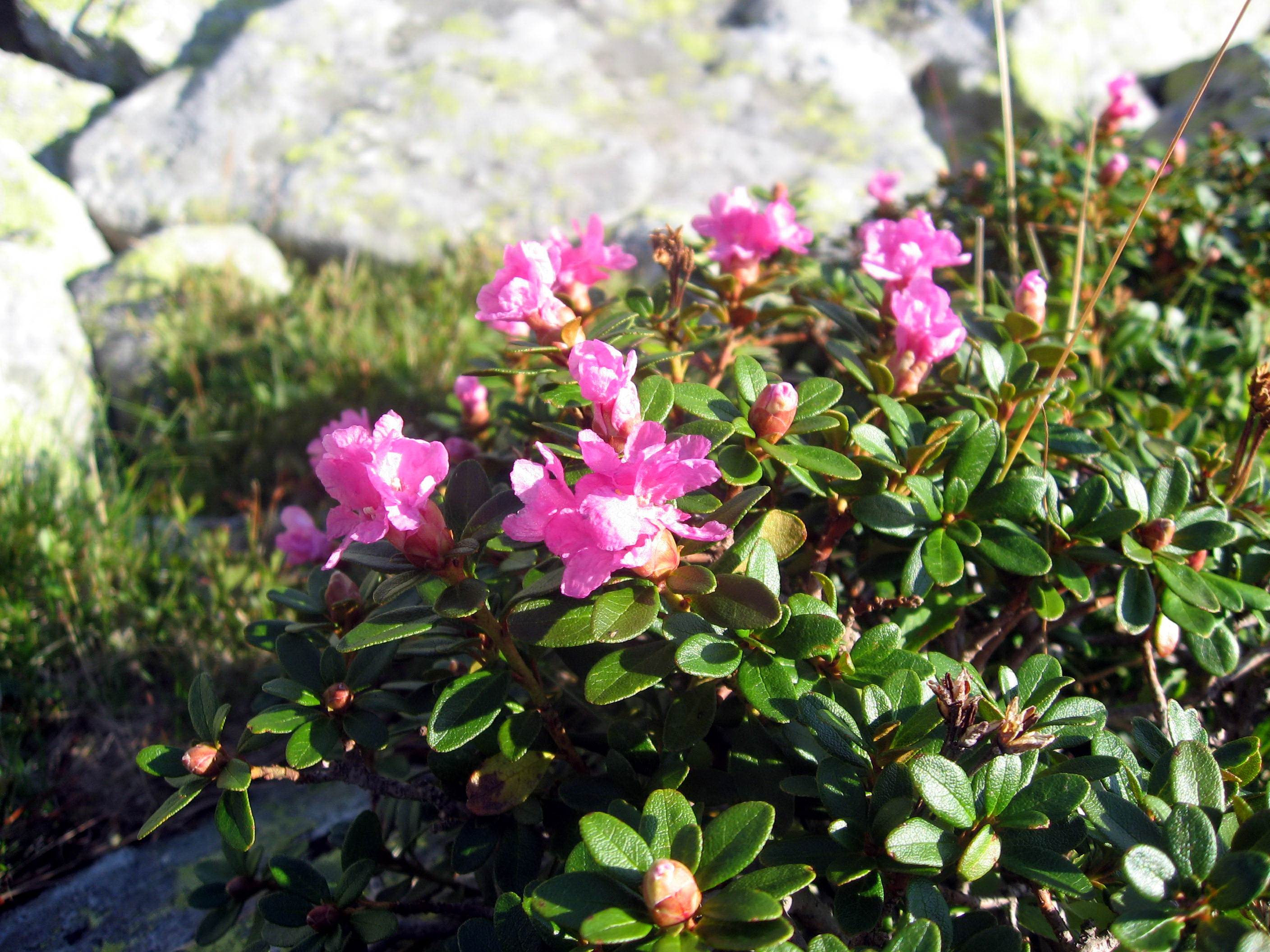
Havasszépe
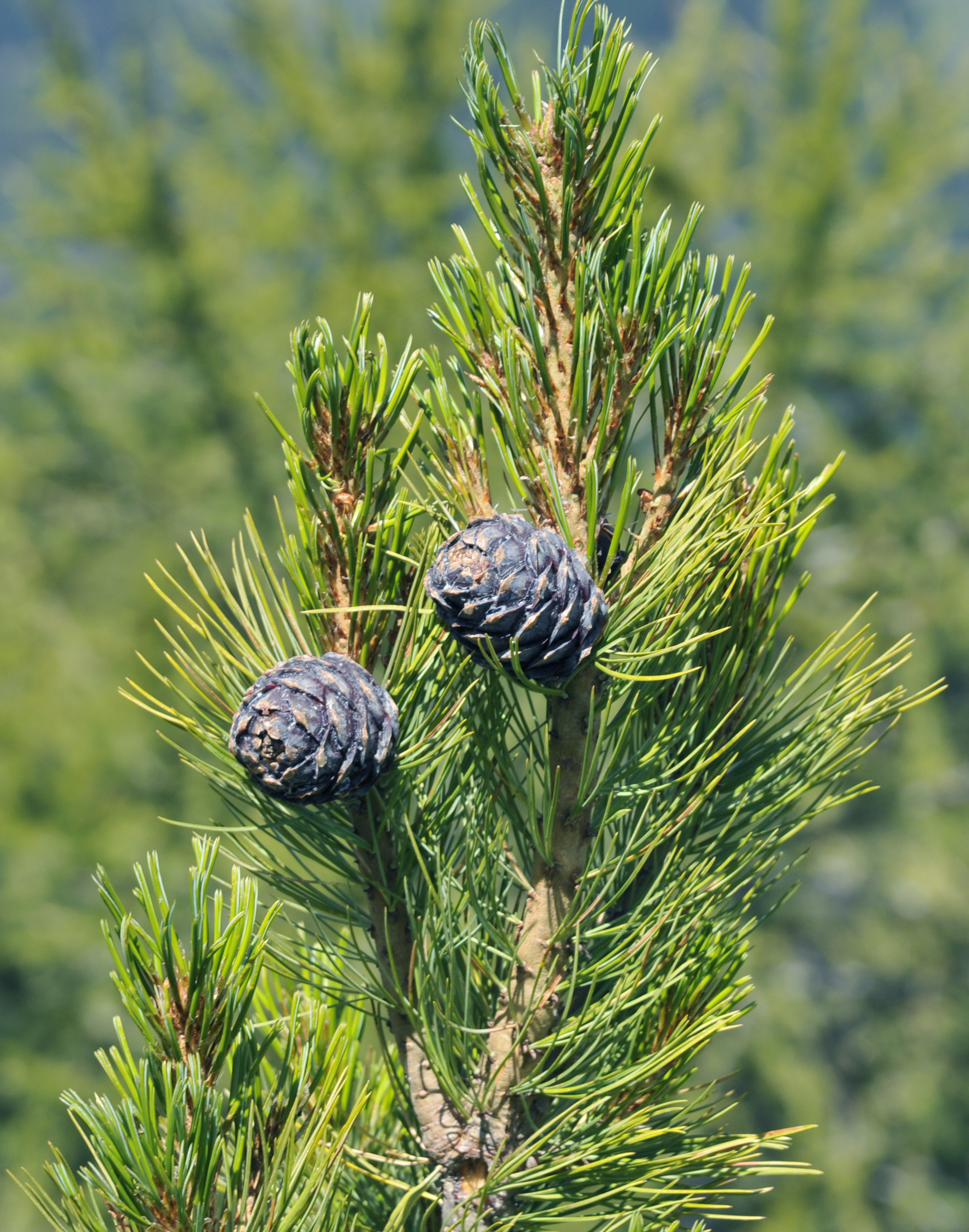
Havasi cirbolyafenyő toboza
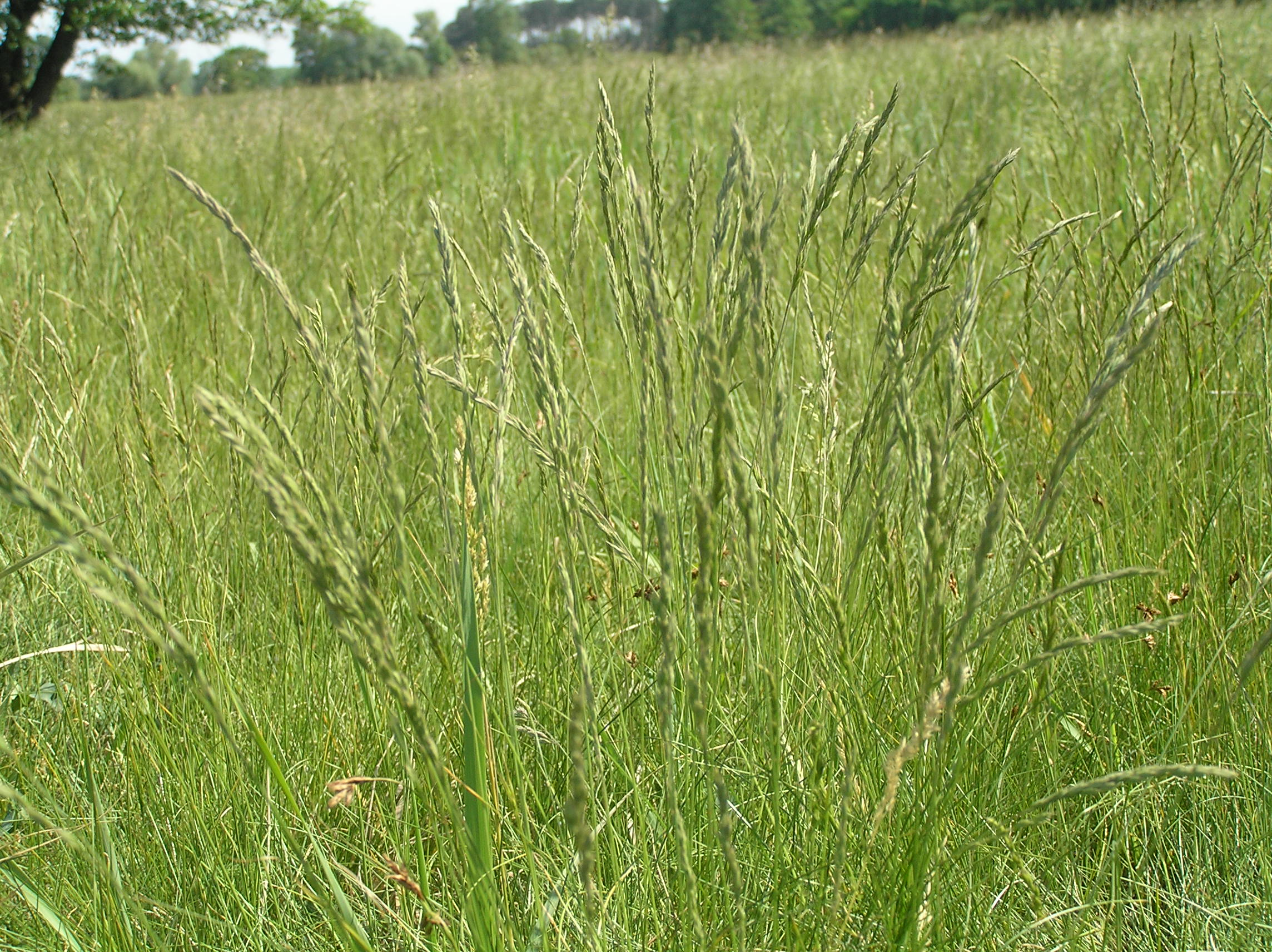
Pusztai csenkesz (Festuca rupicola)

## Állatvilága

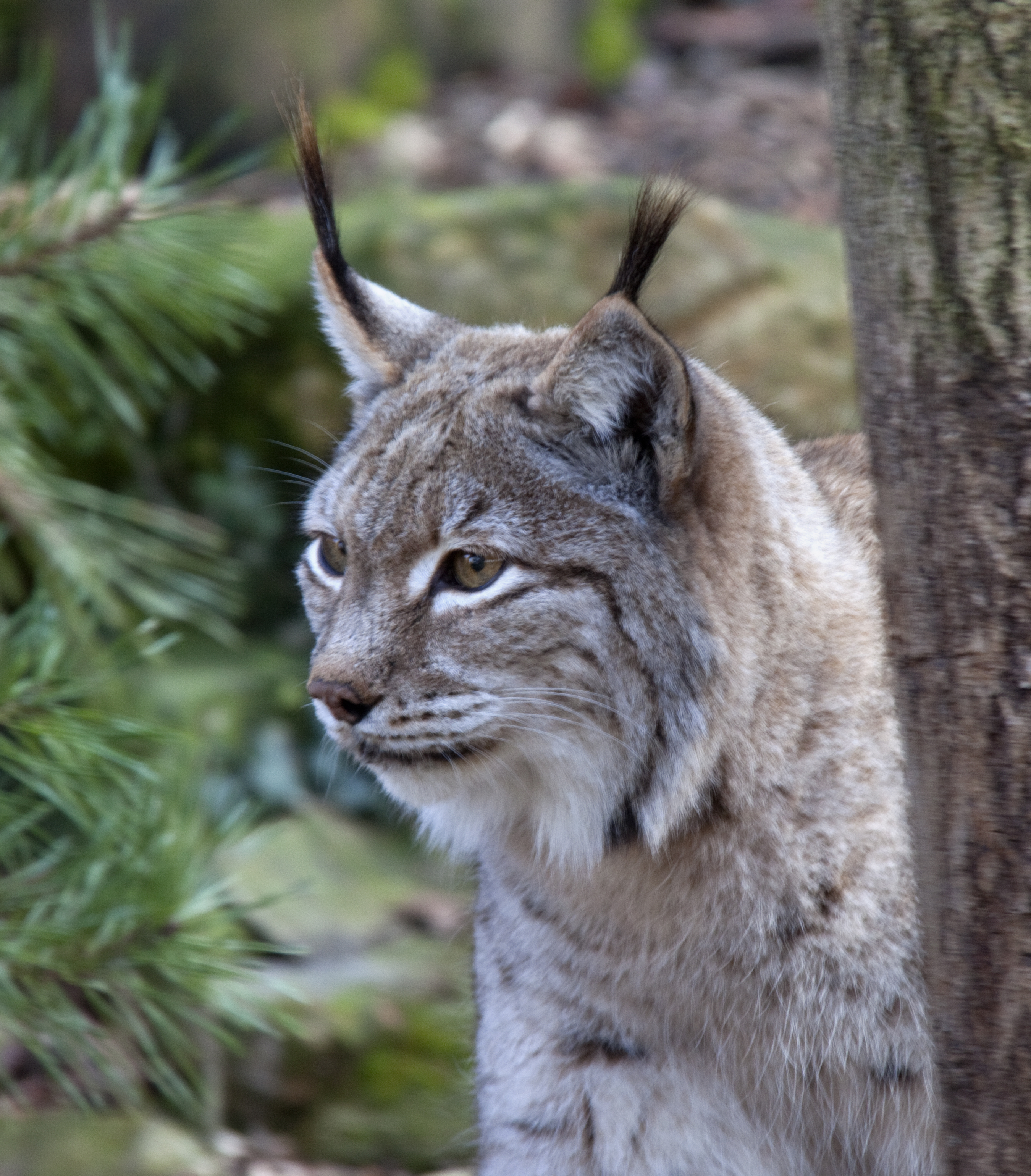
Hiúz

Madárvilágát az itt élő 167 madárfaj képviseli, melyek közül 60 itt is költ, így például az erdei pinty, énekes rigó, fekete harkály, a siketfajd, melynek fő tápláléka az áfonyabogyó, de itt él a szirti sas is.
A nagy ragadozók közül itt él többek között a 20-60 km²-es territóriumot tartó hiúz, a bogyókat, gyümölcsöket kedvelő barna medve, valamint a falkában vadászó farkas. A vidék havasi legelőire és meredek sziklagyepeire járnak legelni nyaranta a zergék, melyek ügyességüknél fogva néha szinte a nehézségi erőt megcáfolva szökellnek a köves hegyoldalakon. A rövid füvű legelők másik érdekes állata a kolóniákban élő, téli álmot alvó mormota. A napos, köves hegyoldalakon pedig gyakori a keresztes vipera, mely főként kisemlősökkel táplálkozik ugyan, de marása veszélyes!